# Busselte
Busselte is een buurtschap in de gemeente Westerveld, in de Nederlandse provincie Drenthe.
Het ligt op de zuidelijke helling van de Bisschopsberg en ten westen van Eursinge en Havelte, dicht bij de A32. Busselte valt qua adressering onder Darp, waarvan het zuidelijk is gelegen. In 1421 werd de buurtschap vermeld als ten Busschelyn.
Ansen (deels) · Benderse (deels) · Boschoord · Boterveen · Busselte · Darp · De Monden (deels) · Diever · Dieverbrug · Doldersum · Dwingeloo · Eemster · Eursinge · Frederiksoord · Geeuwenbrug · Het Moer · Het Schier · Havelte · Havelterberg (deels) · Holtien · Holtinge · Holtland · Kalteren · Kraloo (deels) · Leggeloo · Lhee · Lheebroek · Molenstad · Nijensleek · Oldendiever · Oude Willem  (deels) · Uffelte · Veendijk · Veldhuizen · Vledder · Vledderveen · Wapse · Wapserveen · Wateren · Westeinde · Wilhelminaoord · Wittelte · Witteveen (deels) · Zorgvlied

Drenthe: Steden en dorpen      Nederland: Provincies · Gemeenten